# Ephedroxena incisoria
Ephedroxena incisoria är en fjärilsart som beskrevs av Edward Meyrick 1919. Ephedroxena incisoria ingår i släktet Ephedroxena och familjen äkta malar.
Artens utbredningsområde är Guyana. Inga underarter finns listade i Catalogue of Life.